# Grumman F8F Bearcat
El Grumman F8F Bearcat, cariñosamente llamado bear –oso- por sus tripulaciones, era un caza monoplano, creado para operar desde los portaaviones estadounidenses durante la Segunda Guerra Mundial. Fue el último de los cazas embarcados con motor de pistón diseñados por esta compañía, serie que había comenzado con el FF de 1931.

## Desarrollo y diseño

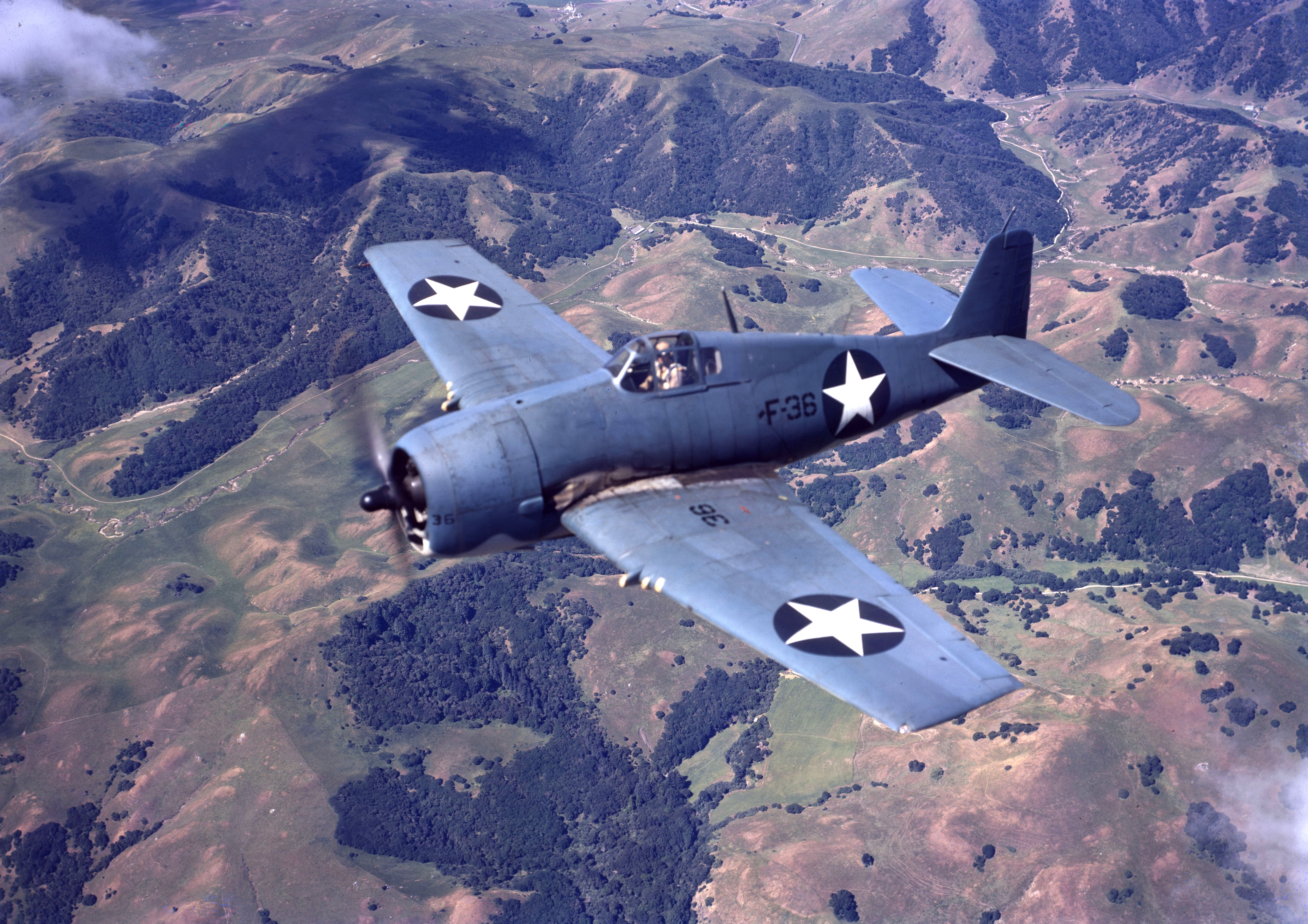
Grumman F6F-3

El F8F fue concebido para ser capaz de operar desde portaaviones de todos los tamaños y para ser utilizado primordialmente como caza de interceptación, tarea que exigía una excelente maniobrabilidad, buenas prestaciones a baja cota y una alta velocidad de trepada. Para que los dos prototipos XF8F-1 encargados el 27 de noviembre de 1943 tuviesen estas características, Grumman adoptó el voluminoso motor Pratt & Whitney R-2800, que ya había sido utilizado para propulsar los Grumman F6F Hellcat y Grumman F7F Tigercat, aunque poniendo especial cuidado en que el armamento, blindaje y cantidad de combustible requeridos pudiesen ser albergados en una célula lo más pequeña y ligera posible.
El XF8F-1, que realizó su primer vuelo el 21 de agosto de 1944, resultó no sólo más pequeño que el excelente (F6F Hellcat) de la US Navy, sino también el Bearcat era un 20% más liviano y podía trepar un 30% más rápido y desplazarse a una velocidad 80 km/h superior. Por otra parte, además de superar los requerimientos oficiales, el modelo de Grumman comenzó a ser entregado en su versión de serie en febrero de 1945, tan sólo seis meses después del primer vuelo del prototipo. En comparación con el Vought F4U Corsair, el F8F-1 era marginalmente más lento, pero poseía una mejor maniobrabilidad y una mayor velocidad de trepada.
El F8F-1 inicial era un monoplano de ala baja cantilever de construcción enteramente metálica; las alas se plegaban en aproximadamente dos tercios de su envergadura para facilitar su almacenamiento a bordo. Su enorme hélice de 4 palas requería un tren de aterrizaje largo, característica que le otorgó al Bearcat un reconocido perfil de nariz alta. Además, por primera vez en la producción de un caza para la US Navy (Unites States Navy, Marina de los Estados Unidos), una cabina con forma de burbuja le permitía al piloto una visibilidad de 360°.

## Producción y versiones
Poco después del comienzo, en 1944, del programa de pruebas del prototipo, la US Navy formalizó un pedido de 2.023 F8F-1 de serie, de los que el primero fue entregado al escuadrón VF-19 de la Navy el 21 de mayo de 1945. Este escuadrón, así como las otras primeras unidades que recibieron el Bearcat, estaba todavía en proceso de adaptación al nuevo caza cuando finalizó la II Guerra Mundial. Ello significó la reducción en 1.258 aparatos del total previamente encargado a Grumman y la cancelación definitiva de 1.876 F8M-1 adicionales, cuya fabricación había sido encomendada a General Motors.
Cuando la producción finalizó en mayo de 1949, Grumman había construido un total de 1.266 Bearcat. De ellos, 765 pertenecían a la versión F8F-1, 100 a la F8F-1B, que se caracterízaba por haber sustituido las ametralladoras de 12,7 mm por cañones de 20 mm, y 36 a la versión F8F-1N, equipados como cazas nocturnos. Otros 293 eran F8F-2, provistos de capó del motor rediseñado, deriva y timón más altos, algunos otros cambios de detalle y los cañones de 20 mm como armamento definitivo; 12 eran cazas nocturnos F8F-2N y 60 eran aparatos de reconocimiento fotográfico F8F-2P, armados tan sólo con dos cañones de 20 mm. En los años posteriores a la guerra, algunos aparatos fueron modificados para ser utilizados como controladores de blancos, recibiendo las nuevas designaciones F8F-1D y F8F-2D.
En el momento en que cesó la producción, el Bearcat estaba en servicio en unos 24 escuadrones de la US Navy, pero en el otoño de 1952 todos ellos habían sido ya retirados a unidades de segunda línea. Algunos, con un sistema de combustible modificado fueron entregados a la Armée de l´Air francesa para su empleo en la guerra de Indochina, bajo la designación F8F-1D. Otros 100 F8F-1D similares y veintinueve F8F-1B fueron asimismo suministrados a las Fuerzas Aéreas de Tailandia.
Muchas características del diseño del Bearcat estaban inspiradas en un caza Focke-Wulf Fw 190 que había sido capturado y entregado a la Grumman para su estudio. Las principales misiones de los F8F eran establecer una superioridad sobre el muy maniobrable caza japonés A6M-5 Zero y defender la flota contra los ataques suicidas (kamikaze) llevados a cabo por los pilotos japoneses.

## En servicio

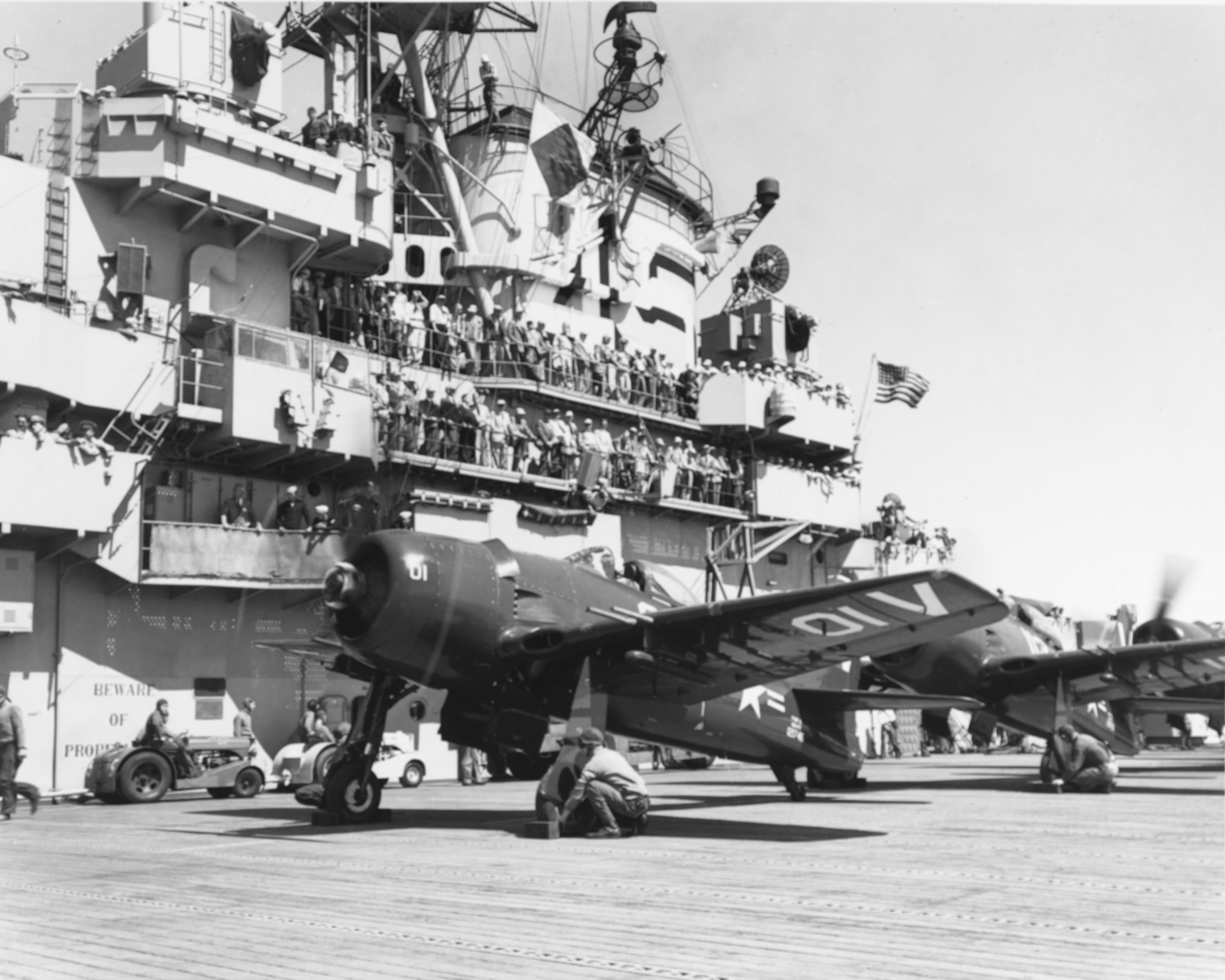
F8F Bearcat se preparaba para despegar del portaaviones USS Valley Forge.

En el mes de noviembre de 1943, la US Navy ordenó a Grumman la fabricación de varios prototipos del F8F. El primero de estos voló el 21 de agosto de 1944, tan solo 9 meses después. En febrero de 1945 salió de las líneas de montaje el primer Grumman F8F y el 21 de mayo de ese mismo año el primer escuadrón de Bearcat fue declarado operacional. Sin embargo, la Segunda Guerra Mundial terminó sin que el avión pudiese mostrar sus extraordinarias cualidades en combate.
Durante la posguerra, el F8F se convirtió en uno de los principales cazas de la Marina de los Estados Unidos, equipando un total de 24 escuadrones de cazas. Usualmente se lo califica como uno de los mejores cazas a pistón construidos en Estados Unidos, aunque quizá claramente superados por cazas como el Ta 152H y C Alemanes, pero sin duda este era el mejor caza de émbolo jamás producido. Su capacidad para la acrobacia aérea nació porque la US Navy eligió al Bearcat para formar parte de su grupo acrobático de élite Blue Angels desde el año 1946 hasta 1950 (año en que el equipo se disolvió temporalmente debido a la guerra de Corea). En la década de los 50, el Bearcat fue reemplazado por los cazas a reacción Grumman F9F Panther y McDonnell F2H Banshee de mejores prestaciones.
En 1946 un F8F-1 sin ninguna modificación estableció un récord de trepada (luego de una corrida de despegue de tan sólo 30 metros) de 3.000 metros en 94 segundos. El Bearcat mantuvo ese récord por 10 años hasta que un caza a reacción lo superó (aunque estos no podían superar la corta carrera de despegue del Bearcat). 
Algunos F8F fueron transferidos a Francia y muchos de estos aviones participaron, a principios de la década de los 50, como cazabombarderos en la guerra de Indochina.

## Sobrevivientes

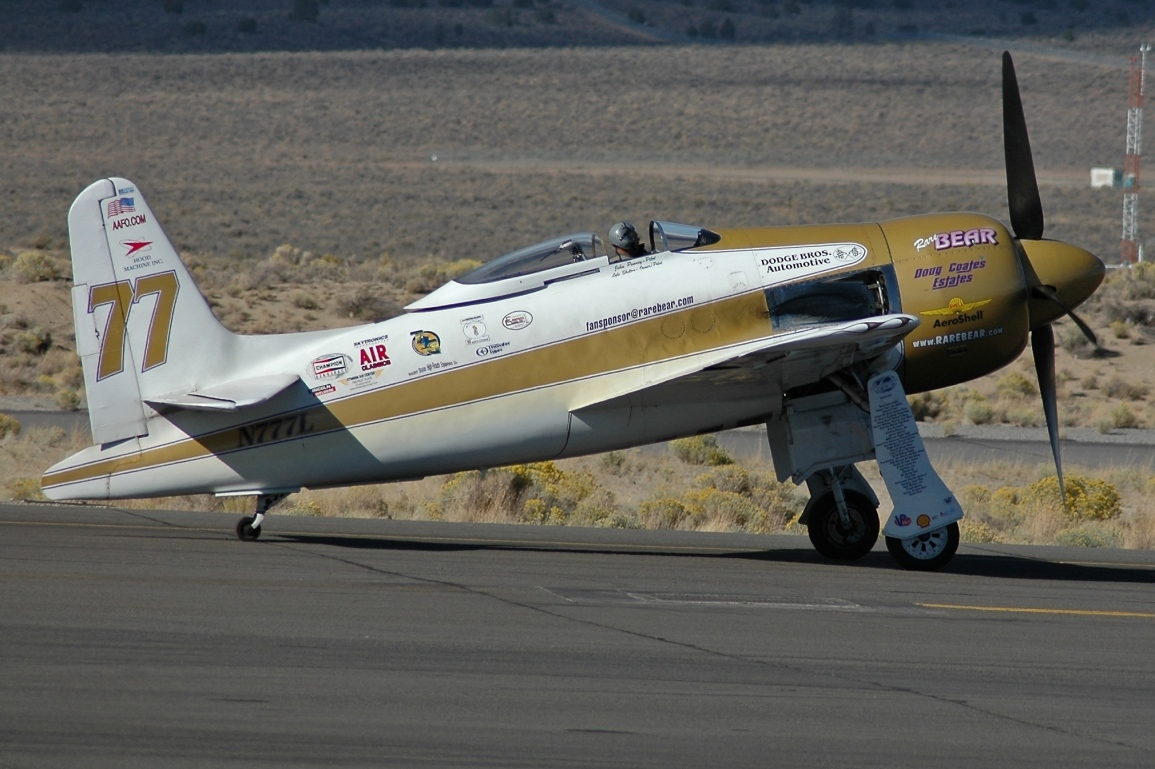
El "Rare Bear".

Un pequeño número de F8F sobrevivieron: 
- 11 están en condiciones de volar.
- 8 están restaurados y en exposición estática.
- 12 están siendo restaurados o se los planea restaurar.

Los Bearcat han sido populares en las carreras aéreas. Un bearcat patrocinado por Bill Stead ganó la primera carrera aérea de Reno en el año 1964 mientras que un F8F muy modificado y apodado Rare Bear (propiedad de Lyle Shelton) dominó aquel evento por décadas, inclusive cuando tuvo como contrincante al Bearcat de Daryl Greenmyer, otro famoso contrincante con numerosas victorias y muchos marcas de velocidad. El Rare Bear logró batir muchos récords, incluyendo el Récord Mundial de Velocidad en 3 km para aviones propulsados a motor de pistones (850,26 km/h en 1989) y el nuevo récord de trepada (3.000 metros en 91,9 s, en 1972, quebrando el récord de 1946 citado anteriormente).

## Especificaciones técnicas (F8F-1)
| Tripulación                                                 | Uno                                                      |
| Dimensiones                                                 |                                                          |
| Longitud                                                    | 8,6 m                                                    |
| Envergadura                                                 | 10,9 m                                                   |
| Altura                                                      | 4,2 m                                                    |
| Pesos                                                       |                                                          |
| Vacío                                                       | 3.210 kg                                                 |
| Con carga                                                   | 4.400 kg                                                 |
| Planta motriz                                               |                                                          |
| Motor                                                       | Un motor radial Pratt & Whitney R-2800-34W "Double Wasp" |
| Potencia unitaria                                           | 2.100 Hp                                                 |
| Prestaciones                                                |                                                          |
| Velocidad máxima                                            | 680 km/h (a 5.600 m)                                     |
| Alcance                                                     | 1.780 km                                                 |
| Techo de vuelo                                              | 11.800 m                                                 |
| Régimen de ascenso                                          | 1.392 m/min                                              |
| Carga alar                                                  | 184,86 kg/m²                                             |
| Relación empuje a peso                                      | 2,13 kg/HP                                               |
| Armamento                                                   |                                                          |
| 4 x cañones de 20 mm 454 kg de bombas 4 x cohetes de 127 mm |                                                          |

## Curiosidades
- El piloto de pruebas del Bearcat fue el famoso Corwin "Corky" H. Meyer, que realizó tareas similares para en el Grumman F6F Hellcat, el F7F Tigercat, el F9F Panther, el XF10F Jaguar y en los diferentes modelos del F11F Tiger.

- Además del piloto de pruebas “Corky” Meyer, otro famoso nombre está asociado al Bearcat; cuando le preguntaban cual fue su avión favorito, la respuesta inmediata del astronauta Neil Armstrong era el “Bearcat”.

## Operadores
- Francia
- Tailandia
- Vietnam del Sur
- Estados Unidos

### Desarrollos relacionados
- F6F Hellcat

### Aeronaves similares
- Focke-Wulf Ta 152
- Vought F4U Corsair
- Boeing XF8B
- Mitsubishi A7M
- Nakajima Ki-84
- Hawker Sea Fury
- Supermarine Seafang
- Lavochkin La-9

### Secuencias de designación
- Secuencia G-_ (interna de Grumman): ←  G-55 - G-56 - G-57 - G-58 - G-59 - G-60 - G-61 →
- Secuencia F_F (Cazas de la Armada estadounidense, 1922-1962 (Grumman, 1931-1962): ← F5F - F6F - F7F - F8F - F9F-1 a -5 - F9F-6 a -8 - F10F →
- Secuencia F_M (Cazas de la Armada estadounidense, 1922-1962 (General Motors, 1942-1954): FM - F2M - F3M
- Secuencia F_W (Cazas de la Armada estadounidense, 1922-1962 (Canadian Car & Foundry, 1942-1945): F4W

### Listas relacionadas
- Anexo:Aeronaves militares de los Estados Unidos (navales)
- Anexo:Cazas de la Segunda Guerra Mundial